# 후에고스 데 포데르
《후에고스 데 포데르》(스페인어: Juegos de poder)는 2019년 방영된 칠레의 텔레노벨라이다.